# مونتوك (نيويورك)
مونتوك (بالإنجليزية: Montauk CDP, New York)‏ هي منطقة سكنية تقع بولاية نيويورك في الولايات المتحدة. تبلغ مساحتها 51.2 كم2، وترتفع عن سطح البحر 10 م، بلغ عدد سكانها 3,326 نسمة في عام 2010 حسب إحصاء مكتب تعداد الولايات المتحدة وتصل الكثافة السكانية فيها 65 نسمة لكل كيلومتر مربع (168.3/ميل2).

## التركيبة السكانية
حدّد مكتب تعداد الولايات المتحدة بيانات التركيبة السكانية لمونتوك في تعداد الولايات المتحدة. في ما يلي، التركيبة السكانية حسب تعدادي 2000 و2010.

### تعداد عام 2000
بلغ عدد سكان مونتوك 3,851 نسمة بحسب تعداد عام 2000، وبلغ عدد الأسر 1,593 أسرة وعدد العائلات 992 عائلة مقيمة في المنطقة السكنية. في حين سجلت الكثافة السكانية 75.2 نسمة لكل كيلومتر مربع (194.8/ميل2). وبلغ عدد الوحدات السكنية 4,815 وحدة بمتوسط كثافة قدره 94 لكل كيلومتر مربع (243.5/ميل2).
وتوزع التركيب العرقي للمنطقة السكنية بنسبة 87.04% من البيض و0.86% من الأمريكيين الأفارقة و0.10% من الأمريكيين الأصليين و0.83% من الأمريكيين ذوي الأصول الآسيوية و9.76% من الأعراق الأخرى و1.40% من عرقين مختلطين أو أكثر و23.92% من الهسبانيون أو اللاتينيون من أي عرق.
بلغ عدد الأسر 1,593 أسرة كانت نسبة 28.9% منها لديها أطفال تحت سن الثامنة عشر تعيش معهم، وبلغت نسبة الأزواج القاطنين مع بعضهم البعض 47% من أصل المجموع الكلي للأسر، ونسبة 8.7% من الأسر كان لديها معيلات من الإناث دون وجود شريك، بينما كانت نسبة 6.6% من الأسر لديها معيلون من الذكور دون وجود شريكة وكانت نسبة 37.7% من غير العائلات. تألفت نسبة 28.6% من أصل جميع الأسر من عدة أفراد يعيشون في نفس المنزل ونسبة 10.2% كانت تتألف من شخص يعيش بمفرده يبلغ من العمر 65 عاماً أو أكثر. وبلغ متوسط حجم الأسرة المعيشية 2.41، أما متوسط حجم العائلات فبلغ 2.90.
بلغ العمر الوسطي للسكان 39.3 عاماً. وكانت نسبة 20% من القاطنين تحت سن الثامنة عشر، وكانت نسبة 6.4% بين الثامنة عشر والرابعة والعشرين عاماً، ونسبة 33.9% كانت واقعةً في الفئة العمرية ما بين الخامسة والعشرين والرابعة والأربعين عاماً، ونسبة 25% كانت ما بين الخامسة والأربعين والرابعة والستين، ونسبة 14.5% كانت ضمن فئة الخامسة والستين عاماً فما فوق. يوجد لكل 100 أنثى 104.9 ذكر، ويوجد لكل 100 أنثى في الثامنة عشر من عمرها فما فوق 108.6 ذكر.
بلغ متوسط دخل الأسرة في المنطقة السكنية 42,329 دولارًا، أما متوسط دخل العائلة فبلغ 50,493 دولارًا. وكان متوسط دخل الذكور 40,063 دولارًا مقابل 28,299 دولارًا للإناث. وسجل دخل الفرد الخاص بالمنطقة السكنية 23,875 دولارًا. وكانت نسبة 8.3% من العائلات ونسبة 10.6% من السكان تحت خط الفقر، وكان من هؤلاء نسبة 12.3% تحت سن الثامنة عشر ونسبة 8.5% في الخامسة والستين من العمر وما فوق.

### تعداد عام 2010
بلغ عدد سكان مونتوك 3,326 نسمة بحسب تعداد عام 2010، وبلغ عدد الأسر 1,422 أسرة وعدد العائلات 898 عائلة مقيمة في المنطقة السكنية. في حين سجلت الكثافة السكانية 65 نسمة لكل كيلومتر مربع (168.3/ميل2). وبلغ عدد الوحدات السكنية 4,666 وحدة بمتوسط كثافة قدره 91.1 لكل كيلومتر مربع (235.9/ميل2).
وتوزع التركيب العرقي للمنطقة السكنية بنسبة 90.29% من البيض و2.83% من الأمريكيين الأفارقة و0.21% من الأمريكيين الأصليين و0.90% من الأمريكيين ذوي الأصول الآسيوية و0.06% من سكان جزر المحيط الهادئ و4.39% من الأعراق الأخرى و1.32% من عرقين مختلطين أو أكثر و16.15% من الهسبانيون أو اللاتينيون من أي عرق.
بلغ عدد الأسر 1,422 أسرة كانت نسبة 24.1% منها لديها أطفال تحت سن الثامنة عشر تعيش معهم، وبلغت نسبة الأزواج القاطنين مع بعضهم البعض 49% من أصل المجموع الكلي للأسر، ونسبة 9.6% من الأسر كان لديها معيلات من الإناث دون وجود شريك، بينما كانت نسبة 4.5% من الأسر لديها معيلون من الذكور دون وجود شريكة وكانت نسبة 36.8% من غير العائلات. تألفت نسبة 29.9% من أصل جميع الأسر من عدة أفراد يعيشون في نفس المنزل ونسبة 13.7% كانت تتألف من شخص يعيش بمفرده يبلغ من العمر 65 عاماً أو أكثر. وبلغ متوسط حجم الأسرة المعيشية 2.30، أما متوسط حجم العائلات فبلغ 2.81.
بلغ العمر الوسطي للسكان 47.9 عاماً. وكانت نسبة 16.9% من القاطنين تحت سن الثامنة عشر، وكانت نسبة 7.2% بين الثامنة عشر والرابعة والعشرين عاماً، ونسبة 20.8% كانت واقعةً في الفئة العمرية ما بين الخامسة والعشرين والرابعة والأربعين عاماً، ونسبة 34.5% كانت ما بين الخامسة والأربعين والرابعة والستين، ونسبة 20.5% كانت ضمن فئة الخامسة والستين عاماً فما فوق. وتوزع التركيب الجنسي للسكان بنسبة 49.9% ذكور و50.1% إناث.

## وصلات خارجية
- الموقع الرسمي